# Claus Limbek
Claus Limbek, auch Nils oder Nicolaus Lembeck, genannt Mulerch († 1368 oder kurz danach) war ein holsteinischer Adliger, dänischer Drost und Anführer der Adelsopposition gegen König Waldemar IV. Atterdag.

## Herkunft
Limbek stammte aus dem holsteinischen Uradelsgeschlecht Limbek (oder Lembeck), das seinen Ursprung in dem untergegangenen Dorf Lembeck bei Rendsburg hatte. Er war wahrscheinlich der Sohn des 1313 erwähnten Ritters Otte, von dem zwei Brüder, Markvard und Gotskalk († vor 1335), bekannt sind. Da die meisten Familienmitglieder nur wenige Male in den Quellen erscheinen und zudem mehrere Vornamen mehrfach vorkamen, ist ein Stammbaum nicht eindeutig zu rekonstruieren. Das Geschlecht Limbek/Lembeck starb 1562 mit Claus Limbek von Nebbe, einem Nachkommen von Gotskalk Limbek, aus.
Das Geschlecht Limbek besaß bereits seit Beginn des 14. Jahrhunderts Land bei Horsens im Königreich Dänemark. 1313 schlugen Otte und Markward Limbek an der Seite von Erik VI. Menved einen Bauernaufstand bei Horsens nieder. Später erlangten weitere Mitglieder der Familie Besitz im Königreich. So wurde Otte Limbek, ein Sohn von Gotskalk, wohl 1350 oder kurz davor Herr von Boller. Johann und Luder Limbek, die ab 1357 als Besitzer von Gut Søgård bezeugt sind, das Luder zu einer Burg ausbaute, gehörten vermutlich ebenfalls zu den acht Söhnen von Gotskalk, denen Herzog Waldemar 1335 ein Gut bei Schleswig schenkte.

## Leben
Claus Limbek stand als einflussreicher und wohlhabender Ritter im Dienste des Holsteiner Grafen Gerhard III. Dieser hatte einen Großteil von Dänemark unter seine Kontrolle bringen können, weil Erik VI. Menved das Krongut verpfänden musste, um seine Kriege zu finanzieren. Im Jahr 1326 wurde Gerhard zum faktischen Regenten von Dänemark, als er zusammen mit unzufriedenen Adligen Erik VI. Menveds Bruder und Nachfolger, den machtlosen König Christoph II., absetzte und ins Exil drängte und stattdessen seinen minderjährigen Neffen als Waldemar III. auf den Thron setzte. Zwar gewann Christoph II. 1330 den Thron zurück, doch nach seinem Tod 1332 übernahm Gerhard unter Umgehung des Anspruchs von Christophs minderjährigen Sohn Waldemar die Regierung über Jütland und Fünen selbst. Claus Limbek wurde spätestens 1337 als Unterbefehlshaber für Nordjütland eingesetzt. Als Pfand für 10.000 Mark Silber erhielt Limbek die Burg Kalø. Ebenfalls als Pfandbesitz erhielten er und seine Söhne im Laufe der folgenden Jahre die eigentlich zum dänischen Krongut gehörenden Burgen Tørning bei Hadersleben und die Trøjborg bei Tondern sowie weitere Güter. Søgård fiel an einen Verwandten.

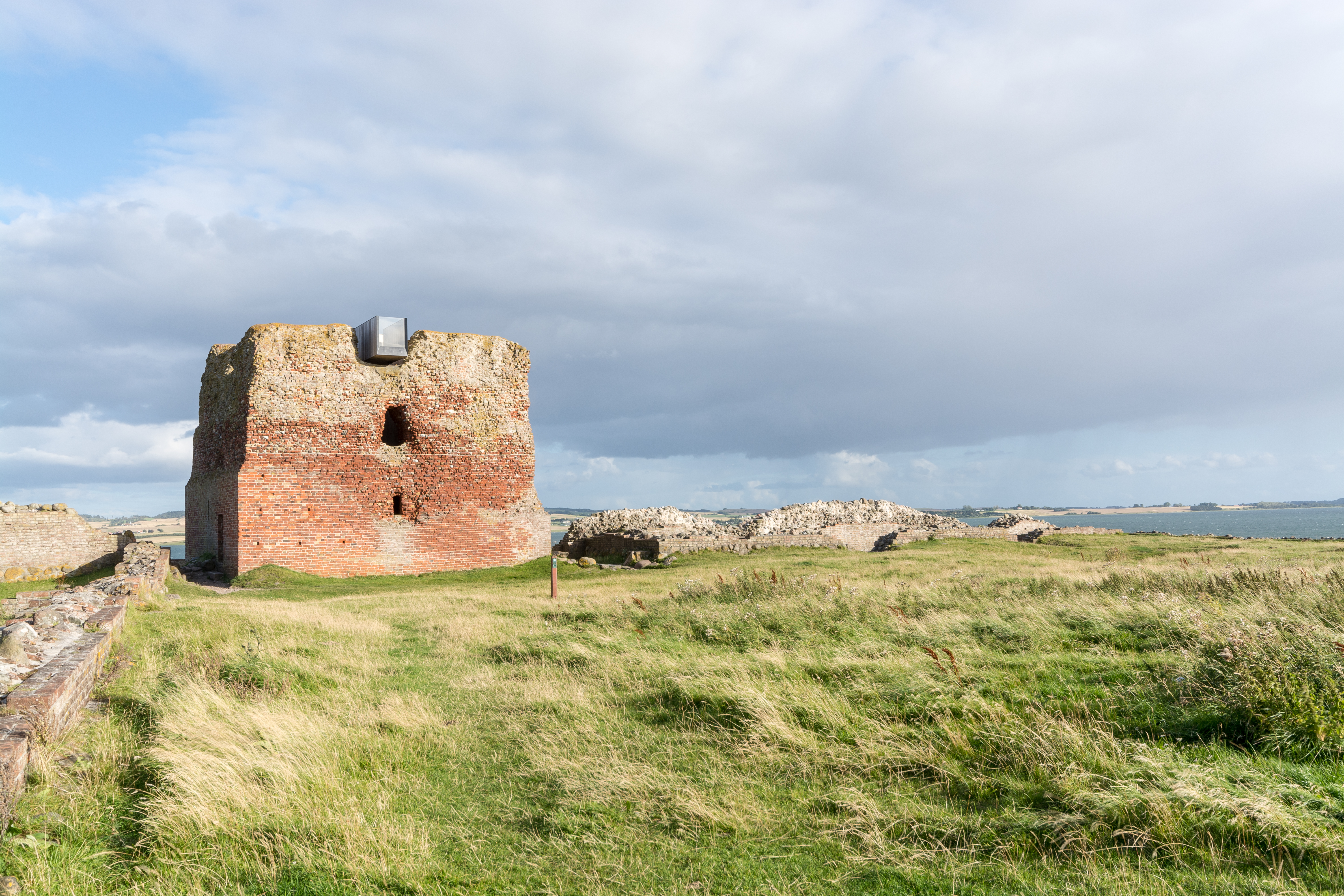
Burgruine Kalø

Graf Gerhards Regentschaft und seine Vergabe von Krongütern an seine holsteinischen Gefolgsleute führten zu wachsender Opposition der dänischen Bevölkerung. 1340 wurde Gerhard durch den dänischen Ritter Niels Ebbesen erschlagen. Limbek wechselte daraufhin sofort die Seiten und schloss sich dem vom dänischen Adel zum König gewählten Waldemar IV. an. Der junge König belohnte dies, indem er ihn zum Hauptmann und Drosten von Seeland machte. In dieser Funktion unterstützte Limbek die Wiederherstellung der königlichen Macht auf Jütland und Fünen durch Eroberung und Einlösung von Pfändern. Als Berater des Königs und Lehnsmann von Kalø knüpfte Limbek enge Verbindungen zu eingesessenen Adelsfamilien. Seine Kinder heirateten in die dänischen Adelsfamilien Familien Rosenkrantz und Gyldenstierne ein.
Waldemars Machtgewinn gründete vor allem darin, dass er die von seinen Vorgängern verpfändeten Burgen und Ländereien einlöste und mit eigenen Verwaltern, oft Klerikern ohne Leibeserben, besetzte. Limbek profitierte davon zunächst, weil der König ihn zum Drosten und Amtsmann mehrerer Verwaltungseinheiten ernannte. Dann forderte Waldemar IV. aber auch die ehemals landesherrlichen Burgen zurück, die Graf Gerhard III. Limbek und dessen Freunden und Verwandten übereignet hatte. Als Kalø 1351 wieder in königlichen Besitz gelangte, beteiligte Limbek sich in leitender Stellung an einem Aufstand des Adels gegen Waldemar IV. Atterdag. Mit Niels Bugge, dem Anführer des Aufstands, war er verschwägert. Auf Burg Tørning wurde Limbek von königlichen Truppen belagert, konnte die Belagerung aber dank Unterstützung der Holsteiner Grafen aus dem Herzogtum Schleswig überstehen. Zwar versöhnte sich er 1353 mit dem König und erhielt auch Kalø zurück, blieb aber bis zu seinem Lebensende in Opposition und führte auch den Aufstand 1357–1360 an, wie wenige Jahre zuvor mit Unterstützung aus Holstein.
Trotz seiner Beteiligung an den Aufständen behielt er die königliche Gunst und konnte seine Ämter und Besitztümer mehren. 1360 vermittelte er den Friedensschluss zwischen Waldemar und König Magnus II. von Schweden und Norwegen, wodurch Schonen wieder an Dänemark fiel. Während des ersten Waldemarkrieges begleitete er den König 1361 als einer der Befehlshaber auf dessen Feldzug nach Gotland, nahm wohl auch an der Schlacht von Visby teil und verhandelte anschließend im Namen des Königs mit der Hanse, den holsteinischen Grafen und dem Herzog von Mecklenburg. 1362 belehnte ihn der König mit der Harde Westerlandföhr und Amrum. Im selben Jahr 1362 bestätigte Limbek ein Bündnis gegen Atterdag durch die Hochzeit seiner Tochter Elisabeth mit einem Enkel von Stig Andersen Hvide dem Jüngeren aus dem einflussreichen dänischen Hvide-Geschlecht, denn aufgrund der zunehmenden Enteignungen wandten sich auch dänische Adlige gegen Waldemar Atterdag.
Letztmals erwähnt wurde Claus Limbek zusammen mit seinen Söhnen Henneke und Ulf 1368 als Lehnsmann von Riberhus, ein Amt, das er vermutlich von dem Holsteiner Grafen und Pfandherren von Schleswig Heinrich II. erhalten hatte. In diesem Jahr war er zum dritten Mal in einen Aufstand gegen den König verwickelt. Wenig später muss er gestorben sein, denn in einem Vertrag vom 24. Januar 1373 ist er als verstorben genannt.

## Legenden
Um Claus Limbek rankten sich verschiedene Legenden. Die bekannteste Sage erzählt Anton Heimreich in seiner Nordfriesischen Chronik von 1666, wonach Limbek die Lembecksburg auf Föhr als Fluchtburg errichtet und gegen Waldemar Atterdag gehalten habe, bis die Übermacht der mit diesem verbündeten Friesen zu groß geworden und er geflohen sei. Diese Geschichte wurde in den folgenden Jahrhunderten immer weiter ausgeschmückt. Ob Limbek sich wirklich je persönlich auf Föhr aufgehalten hat, ist allerdings nicht belegt. Erst von seinem Sohn Henneke ist bekannt, dass er 1374/77 Westerlandföhr besetzte, dessen Einwohner sich gegen die hohen Abgaben aufgelehnt hatten. Die Legende von Claus Limbek, der sich heldenhaft gegenüber dem dänischen König behauptete, erfuhr in der Zeit des schleswig-holsteinischen Unabhängigkeitskampfes in der Mitte des 19. Jahrhunderts weite Verbreitung. Im Zusammenhang mit der Volksabstimmung in Schleswig brachte der nordfriesische Lehrer und Dichter Lorenz Conrad Peters seine deutschnationale Gesinnung durch die Ballade Claus Lembecks Ki zum Ausdruck.

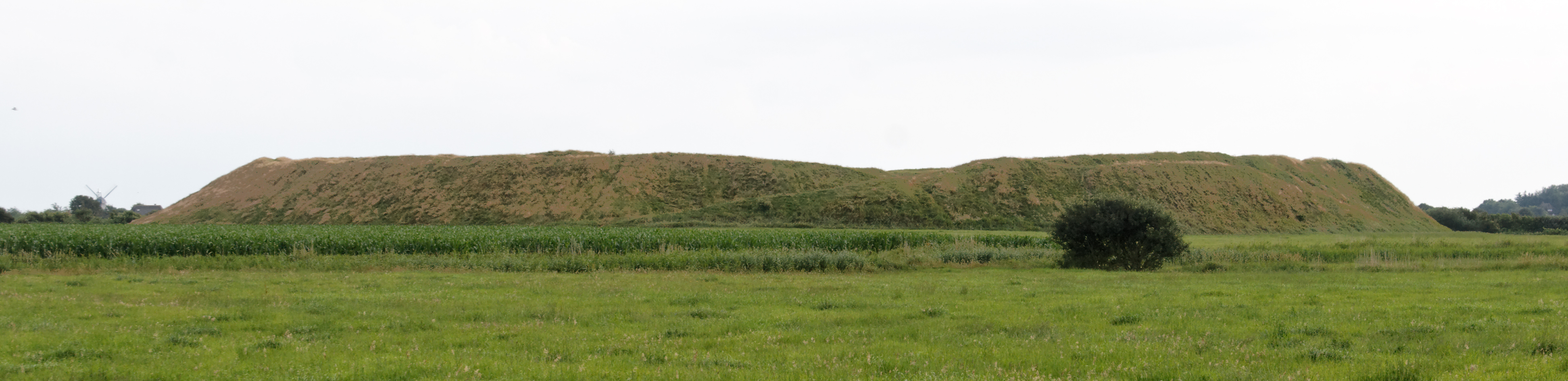
Die Lembecksburg auf Föhr stammt vermutlich aus der Wikingerzeit.

Theodor Storm machte Claus Lembeck und seinen (fiktiven) Sohn Rolf zu Figuren in seiner später verfilmten Novelle Ein Fest auf Haderslevhuus.
Auf Tørning sollen Limbek und seine von der Legende als grausame Schlossherrin beschriebene Frau Ide spuken.

## Nachkommen
Claus Limbek war möglicherweise mehrmals verheiratet. Seine namentlich bekannte Frau Ide Krummedige soll laut des Chronicon Holtzatiae von 1448 die Witwe des Pfandherrn von Tørning, Marquard Wulf, gewesen sein, das Limbek 1340 übernahm. Zu seinen Kindern gehörten:
- Henneke (Johannes) führte 1358 Fehde gegen die Holsteiner Stadt Kiel, versöhnte sich aber anschließend wieder mit den Grafen.[9] Er ist ab 1368 zusammen mit seinem Vater als Lehnsmann von Riberhus bezeugt und baute nach dessen Tod als Nachfolger seine Machtbasis in Jütland weiter aus. Als Herr von Tørning, Gram, Jels, Skodborghus an der Königsau, Trøjborg, Riberhus, Vardehus und Burg Schinkel war er gleichzeitig Untertan des dänischen Königs und des Herzogs von Schleswig. 1404 fiel er zusammen mit Herzog Gerhard von Schleswig bei dessen Versuch, Dithmarschen zu erobern, und ist im Meldorfer Dom begraben.[10] Hennekes Sohn Claus Limbeck der Jüngere († etwa 1426) unterstützte zunächst als Amtmann und Reichsrat Königin Margarethe, wechselte nach ihrem Tod aber auf die Seite der Herzöge von Schleswig. Mit seinem Tod endete die politische Bedeutung des Limbek-Geschlechts in Dänemark.[2]
- Ulf ist nur 1368 anlässlich der Belehnung mit Ribe erwähnt.[9]
- Timme besiegelte 1377 die Handfeste von König Olaf.[11]
- Elisabeth heiratete 1362 Jens Uffesen Hvide, einen Enkel von Stig Andersen Hvide aus dem jüngeren Hvide-Geschlecht, zur Besieglung des Bündnisses zwischen beiden Familien. Laut dem Heiratsvertrag erhielt das Brautpaar von seinen Vätern insgesamt über 1000 Bauernhöfe.[8]
- Katharina, die Benedictus de Alevelde junior, den Sohn von Benedictus de Alevelde senior, heiratete, war möglicherweise auch Claus Limbeks Tochter. Über diese Ehe kam Gut Søgård 1398 in den Besitz der Familie Ahlefeldt. Ihr Enkel Enevold Sövenbröder (Ahlefeldt) war einer von sieben Brüdern. Er wurde 1488 zum Bischof von Schleswig gewählt, aber vom Papst nicht anerkannt.